# Virgen de la Oliva (Lebrija)
La Virgen de la Oliva es una imagen mariana venerada en la iglesia de Santa María de la Oliva (Lebrija), donde preside el altar mayor del templo que también lleva su nombre.
Considerada una de las obras más destacadas de la Escuela Andaluza de Escultura en el siglo XVII, se atribuye a Alonso Cano, quien incorporó elementos característicos del Barroco español.

## Historia
En 1628, el Visitador Fernando de Vera ordenó la renovación del altar mayor y su retablo, debido a su deterioro.
Inicialmente, la construcción del retablo fue encargada a Miguel Cano y Pablo Legot. Sin embargo, el 4 de agosto de 1629, Miguel Cano transfirió el encargo a su hijo, Alonso Cano.
Alonso Cano talló una imagen de 183 centímetros de altura, ligeramente superior al tamaño natural. Su estilo muestra influencias de su maestro, Juan Martínez Montañés, aunque incorpora características propias del Barroco, como la composición ovalada y el uso de esquemas en forma de huso. La Virgen sostiene con su mano derecha a un Niño Jesús desnudo en posición erguida sentado sobre la mano izquierda de su madre. Destaca también el realismo en los pliegues de sus vestiduras. El soporte de la talla es de madera de nogal.
La policromía de la imagen fue realizada por Pablo Legot, quien aplicó, sobre una capa de preparación de 300 micras hecha de yeso y cola, una decoración en la que predominan los adornos dorados en relieve sobre un fondo azul.Los historiadores afirman que su labor estuvo dirigida por Cano, evidenciando la dualidad pintor-escultor del artista.

## Significado cultural
La Virgen de la Oliva no es la patrona de Lebrija ni cuenta con una festividad específica, pero su presencia en la iglesia principal de la ciudad ha marcado la vida de generaciones de lebrijanos. Ha sido testigo de innumerables bautizos, bodas y otros momentos clave en la vida de los habitantes de la localidad, consolidándose como un símbolo de identidad y tradición en la comunidad.